# Patrik Nemeth
Patrik Geza Nemeth, född 8 februari 1992, är en svensk professionell ishockeyback som spelar för SC Bern i National League (NLA). Han draftades i andra rundan som 41:a totalt av Dallas Stars vid NHL Entry Draft 2010.

## Spelarkarriär

### Sverige
Säsongen 2007/08, vid 15 års ålder, spelade Németh med Hammarby i J18 Elit. Året därpå spelade han i TV-pucken med Stockholm/Vit och bytte klubb till AIK. Med AIK fick han spela både i J18 Elit (8 poäng på 16 matcher), J18 Allsvenskan (5 poäng på 11 matcher samt 1 mål på 4 matcher i slutspelet, som AIK vann) och J20 SuperElit (19 matcher utan poäng). Samma säsong debuterade Németh även i U17-landslaget.
18 februari 2009 gjorde den nyblivne 17-åringen debut i AIK:s A-lag i en match mot  Leksands IF och noterade en assist på 1-0-målet.
Säsongen 2009/10 blev han mer ordinarie i AIK:s A-lag (med totalt nitton matcher som följd) och var med om att spela upp laget i Elitserien. Huvuddelen av säsongen tillbringade han dock i J20 SuperElit och hann även göra sig ett namn i J18-landslaget (4 poäng, varav 2 mål, på 12 matcher räckte för att han skulle bli uttagen till J18-VM, där laget bärgade silvermedaljen).
Därpå följande säsong var han helt ordinarie i AIK:s A-lag och därtill en kugge i J20-landslaget.         
Nemeths spelstil är, till följd av hans storlek, mycket fysisk. Som junior vann han utvisningsligan i J18 Allsvenskan säsongen 2008/2009 (72 minuter) och i J20 SuperElit säsongen 2009/2010 (69 minuter).

### NHL
Nemeth draftades i andra rundan (41:a totalt) av Dallas Stars i NHL Entry Draft 2010. 
3 oktober 2017 plockades han på waivers av Colorado Avalanche.
Han skrev som free agent på ett treårskontrakt värt 6 miljoner dollar med Detroit Red Wings den 1 juli 2019.
9 april 2021 trejdades Nemeth tillbaka till Avalanche i utbyte mot ett draftval i fjärderundan vid NHL Entry Draft 2022.

## Landslaget
Nemeth var med i det svenska lag som vann guld vid Junior-VM 2012 vilket var lagets första sedan 1981 och det andra guldet i historien.

## Statistik

### Klubbkarriär
| 2009–10    | AIK                | J20        | 38  | 1  | 19 | 20 | 120 | 5  | 1 | 2 | 3 | 10 |
| 2009–10    | AIK                | HA         | 16  | 0  | 3  | 3  | 8   | —  | — | — | — | —  |
| 2010–11    | AIK                | SHL        | 38  | 1  | 6  | 7  | 18  | 7  | 0 | 0 | 0 | 2  |
| 2011–12    | AIK                | SHL        | 46  | 0  | 3  | 3  | 55  | 11 | 0 | 1 | 1 | 8  |
| 2012–13    | Texas Stars        | AHL        | 47  | 1  | 11 | 12 | 40  | —  | — | — | — | —  |
| 2013–14    | Texas Stars        | AHL        | 37  | 3  | 7  | 10 | 32  | 18 | 1 | 4 | 5 | 8  |
| 2013–14    | Dallas Stars       | NHL        | 8   | 0  | 0  | 0  | 6   | 5  | 0 | 0 | 0 | 12 |
| 2014–15    | Dallas Stars       | NHL        | 22  | 0  | 3  | 3  | 6   | —  | — | — | — | —  |
| 2014–15    | Texas Stars        | AHL        | 8   | 0  | 2  | 2  | 6   | 3  | 0 | 1 | 1 | 4  |
| 2015–16    | Dallas Stars       | NHL        | 38  | 0  | 8  | 8  | 14  | —  | — | — | — | —  |
| 2015–16    | Texas Stars        | AHL        | 8   | 0  | 1  | 1  | 2   | —  | — | — | — | —  |
| 2016–17    | Dallas Stars       | NHL        | 40  | 0  | 3  | 3  | 14  | —  | — | — | — | —  |
| 2016–17    | Texas Stars        | AHL        | 4   | 1  | 2  | 3  | 2   | —  | — | — | — | —  |
| 2017–18    | Colorado Avalanche | NHL        | 68  | 3  | 12 | 15 | 41  | 6  | 0 | 1 | 1 | 4  |
| 2018–19    | Colorado Avalanche | NHL        | 74  | 1  | 9  | 10 | 53  | 7  | 0 | 0 | 0 | 4  |
| 2019–20    | Detroit Red Wings  | NHL        | 64  | 1  | 8  | 9  | 28  | —  | — | — | — | —  |
| 2020–21    | Detroit Red Wings  | NHL        | 39  | 2  | 6  | 8  | 14  | —  | — | — | — | —  |
| 2020–21    | Colorado Avalanche | NHL        | 13  | 1  | 1  | 2  | 6   | 10 | 0 | 1 | 1 | 6  |
| 2021–22    | New York Rangers   | NHL        | 63  | 2  | 5  | 7  | 28  | 5  | 0 | 0 | 0 | 8  |
| 2022–23    | Arizona Coyotes    | NHL        | 75  | 0  | 5  | 5  | 30  | —  | — | — | — | —  |
| 2023–24    | SC Bern            | NLA        | 41  | 2  | 10 | 12 | 22  | 5  | 2 | 1 | 3 | 8  |
| NHL totalt | NHL totalt         | NHL totalt | 504 | 10 | 60 | 70 | 240 | 33 | 0 | 2 | 2 | 34 |

### Internationellt
| År            | Lag           | Turnering     | Resultat      |    | Matcher | Mål | Assist | Poäng | Utv |
| ------------- | ------------- | ------------- | ------------- | -- | ------- | --- | ------ | ----- | --- |
| 2010          | Sverige       | U18-VM        | 2             | 6  | 0       | 2   | 2      | 8     |     |
| 2011          | Sverige       | JVM           | 4:a           | 6  | 0       | 1   | 1      | 2     |     |
| 2012          | Sverige       | JVM           | 1             | 6  | 0       | 5   | 5      | 2     |     |
| 2023          | Sverige       | VM            | 6:a           | 8  | 1       | 1   | 2      | 4     |     |
| Junior totalt | Junior totalt | Junior totalt | Junior totalt | 18 | 0       | 8   | 8      | 12    |     |
| Senior totalt | Senior totalt | Senior totalt | Senior totalt | 8  | 1       | 1   | 2      | 4     |     |

## Utmärkelser
| Award              | År   |
| ------------------ | ---- |
| Calder Cup-mästare | 2014 |